# Белобърнесто пекари
Белобърнестото пекари (Tayassu pecari) е вид бозайник от семейство пекариеви (Tayassuidae), разпространен в Южна и Централна Америка. Активен е през деня и живее на стада, наброяващи от 50 до над 300 животни. Храни се с плодове, корени, трева и безгръбначни животни.